# Bufaler capblanc
El bufaler capblanc (Dinemellia dinemelli) és un ocell de la família dels ploceids (Ploceidae) i única espècie del gènere Dinemellia. L. Reichenbach, 1863

## Hàbitat i distribució
Habita la sabana àrida des de l'est de Sudan del Sud, centre i est d'Etiòpia i Somàlia, cap al sud, a través de nord-est d'Uganda i Kenya fins al nord i nord-est de Tanzània.